# Clément Petit
Clément Petit (* 7. Februar 2001 in Dreux) ist ein französischer Bahnradsportler, der auf Ausdauerdisziplinen spezialisiert ist.

## Sportlicher Werdegang
Petit stammt aus der Normandie, er wuchs in Dreux auf und trainierte als Jugendlicher auf der Radrennbahn in Le Neubourg. 2017 gewann er in seiner Altersklasse einen französischen Meistertitel.
Bei den Junioren-Weltmeisterschaften 2019 war Petit an zwei Medaillen in Mannschaftswettbewerben beteiligt, auch bei den U23-Europameisterschaften holte er mit dem Team eine Medaille. 2023 und 2024 kam er zum Einsatz im Nations Cup. Bei seinen ersten Elite-Weltmeisterschaften gewann er 2024 die Bronzemedaille im Scratch, womit er sich auch für die Track Champions League qualifizierte.
Im Straßenradsport ist Petit für den Verein VC Rouen 76 aktiv. 2024 gelangen ihm mehrere Sieg im französischen Rennkalender.

## Erfolge
2019
 Weltmeisterschaften (Junioren) – Mannschaftsverfolgung (mit Kévin Vauquelin, Antonin Corvaisier und Florian Pardon)
 Weltmeisterschaften (Junioren) – Madison (mit Kévin Vauquelin)
2022
 Europameisterschaften (U23) – Mannschaftsverfolgung (mit Eddy Le Huitouze, Nicolas Hamon und Clément Cordenos)
2024
 Französischer Meister – Mannschaftsverfolgung (mit Corentin Ermenault, Adrien Garel und Louis Pijourlet)
 Weltmeisterschaften – Scratch